# Distrito Municipal de Lesser Slave River n.º 124
Lesser Slave River n.º 124 es un distrito municipal canadiense situado en la provincia de Alberta.

## Superficie
Lesser Slave River n.º 124 tiene una superficie de 10 041,79 km².

## Demografía
En 2021, tenía 2861 habitantes, una densidad poblacional de 0,3 hab./km², y 1500 viviendas.